# Academia de las Lenguas Canac
La Academia de las Lenguas Canac (ALK) es una academia encargada de promover las lenguas canac que se hablan en la colectividad territorial de Nueva Caledonia. Prevista por el Acuerdo de Numea, ha sido creada por la deliberación del Congreso de Nueva Caledonia núm. 265 de 17 de enero de 2007 que regula su creación y organización.

## Las lenguas canac
El paisaje lingüístico canac se caracteriza principalmente por su diversidad, característica importante de la cultura oceánica. Las lenguas canac, en el sentido de ALK, pertenecen a la familia de las lenguas austronesias, excepto el tayo, lengua criolla de Saint Louis. La ALK considera que hay 40 lenguas y dialectos hablados y en Nueva Caledonia se compone de:
- 28 idiomas, clasificados en 3 grupos principales: los 13 idiomas del norte, 11 idiomas del sur y 4 idiomas de Islas de la Lealtad;
- 11 dialectos
- 1 criollo: el tayo ( Le Mont-Dore).

A partir de las cifras del censo de 1996, el Laboratorio de Lenguas y Civilizaciones de Tradición Oral (Lacites, ligado al CNRS) ha hecho una estimación de 75.411 hablantes, pero la realidad se sitúa debajo esta cifra (censo de 2004: 62.648 hablantes), distribuidos de la siguiente manera:
- Islas de la Lealtad : 22,4%
- Provincia Norte: 35,5%
- Provincia Sur: 42,1%

Las tres lenguas más habladas son el drehu (13.249 hablantes), el nengone (7.958) y el paicî (6.056).
Para la administración, cuatro lenguas canac figuran como prueba opcional en varios concursos de la Función Pública de Nueva Caledonia: el ajië además de las tres ya mencionadas.

## Organización de la ALK
A nivel organizativo, las dos áreas de actividad de ALK son la normalización, la promoción y desarrollo del patrimonio lingüístico. En materia de normalización, ALK utiliza las normas estandarizadas de uso para las lenguas que ya las tengan y desarrollará una norma para aquellas que no las tengan, teniendo cuidado de mantener la coherencia global. Para la promoción y desarrollo de las lenguas neocaledonias, su rol consistirá en favorecer la innovación lingüística, participar en la validación de instrumentos, profesores, programas y contenidos en relación con las autoridades competentes. Deberá abrir nuevos espacios de expresión —sanidad, medios de comunicación, educación, transporte, medio ambiente y administración, en particular—.
Se prevén 8 secciones regionales para trabajar con los consejos de las áreas tradicionales. Cada sección estará dirigida por un académico, designado por el Senado tradicional, a propuesta del Consejo tradicional.
El ALK será dirigido por un director y administrado por un consejo de administración. El consejo de administración será asistido por un consejo científico y técnico con opinión consultiva sobre cuestiones lingüísticas. Además de ocho académicos, podrán sentarse en el consejo de administración algunos organismos con voz consultiva: la Agencia de Desarrollo de la Cultura Canac o la Universidad de Nueva Caledonia. La creación de ALK se incluye en el contrato para el desarrollo intercolectivo 2006-2010.